# خرخاشة
الخرخاشة أو رَخَاخ (الاسم العلمي: Rhinanthus) هي جنس من النباتات يتبع الفصيلة الهالوكية من رتبة الشفويات.